# Roller Boogie
Roller Boogie (pol. Boogie na wrotkach) – amerykański film dyskotekowy z 1979 roku. Prezentuje najnowszy trend w dyskotekowym szaleństwie końca lat 70. − taniec wrotkarski.
Ścieżkę dźwiękową stanowią przeboje twórców muzyki disco, jak Supertramps czy Earth, Wind & Fire.
W filmie tym słynny choreograf David Winters opracował sekwencje jazdy na wrotkach.